# تشو سيونج هي
تشو سيونج هي ، المعروفة بإسم تشو يي هيون (بالكورية: 조이현)‏ هي ممثلة ومغنية ومنتجة. ولدت يوم 3 يونيو 1991 في غوانجو في كوريا الجنوبية.

## روابط خارجية
- تشو سيونج هي على موقع ميوزك برينز (الإنجليزية)
- تشو سيونج هي على موقع ديسكوغز (الإنجليزية)
- تشو سيونج هي على موقع قاعدة بيانات الفيلم (الإنجليزية)